# Trachelas minor
Trachelas minor is een spinnensoort uit de familie van de Trachelidae.
De wetenschappelijke naam van de soort werd in 1872 gepubliceerd door Octavius Pickard-Cambridge.